# A.J.リード
アンドリュー・ジョゼフ・リード（Andrew Joseph Reed, 1993年5月10日 - ）は、アメリカ合衆国インディアナ州ビーゴ郡テレホート出身の元プロ野球選手（一塁手）。左投左打。

## 経歴

### プロ入り前
2011年のMLBドラフト25巡目（全体762位）でニューヨーク・メッツから指名されたが、契約せずにケンタッキー大学へ進学した。大学時代には2014年にゴールデンスパイク賞とディック・ハウザー・トロフィーを受賞している。

### プロ入りとアストロズ時代
2014年のMLBドラフト2巡目（全体42位）でヒューストン・アストロズから指名され、プロ入り。契約後、傘下のA-級トリシティ・バレーキャッツでプロデビューし、A級クァッドシティズ・リバーバンディッツでもプレーした。2球団合計で68試合に出場して打率.289、12本塁打、54打点、2盗塁を記録した。
2015年はA+級ランカスター・ジェットホークスとAA級コーパスクリスティ・フックスでプレーし、2球団合計で135試合に出場して打率.340、34本塁打、127打点を記録した。オフにはアリゾナ・フォールリーグに参加し、グレンデール・デザートドッグスに所属した。
2016年は開幕をAAA級フレズノ・グリズリーズで迎えた。6月25日にメジャー契約を結んでアクティブ・ロースター入りし、同日のカンザスシティ・ロイヤルズ戦でメジャーデビュー。7月1日のシカゴ・ホワイトソックス戦ではメジャー初安打、翌2日の同カードでは初本塁打を放った。最終的には45試合に出場し、打率.164、3本塁打、8打点を記録した。
2017年は2試合に留まった。
2019年7月2日にDFAとなった。

### ホワイトソックス時代
2019年7月8日にウェイバー公示を経てホワイトソックスへ移籍した。8月16日にマイナー契約で傘下のAAA級シャーロット・ナイツへ配属された。
2020年3月5日に引退を表明した。

## 詳細情報

### 年度別打撃成績
| 年 度    | 球 団    | 試 合 | 打 席 | 打 数 | 得 点 | 安 打 | 二 塁 打 | 三 塁 打 | 本 塁 打 | 塁 打 | 打 点 | 盗 塁 | 盗 塁 死 | 犠 打 | 犠 飛 | 四 球 | 敬 遠 | 死 球 | 三 振 | 併 殺 打 | 打 率 | 出 塁 率 | 長 打 率 | O P S |
| -------- | -------- | ----- | ----- | ----- | ----- | ----- | -------- | -------- | -------- | ----- | ----- | ----- | -------- | ----- | ----- | ----- | ----- | ----- | ----- | -------- | ----- | -------- | -------- | ----- |
| 2016     | HOU      | 45    | 141   | 122   | 11    | 20    | 3        | 0        | 3        | 32    | 8     | 0     | 0        | 0     | 1     | 18    | 0     | 0     | 48    | 1        | .164  | .270     | .262     | .532  |
| 2017     | HOU      | 2     | 6     | 6     | 0     | 0     | 0        | 0        | 0        | 0     | 0     | 0     | 0        | 0     | 0     | 0     | 0     | 0     | 1     | 0        | .000  | .000     | .000     | .000  |
| 2018     | HOU      | 1     | 3     | 3     | 0     | 0     | 0        | 0        | 0        | 0     | 0     | 0     | 0        | 0     | 0     | 0     | 0     | 0     | 1     | 0        | .000  | .000     | .000     | .000  |
| MLB：3年 | MLB：3年 | 48    | 150   | 131   | 11    | 20    | 3        | 0        | 3        | 32    | 8     | 0     | 0        | 0     | 1     | 18    | 0     | 0     | 50    | 1        | .153  | .253     | .244     | .498  |

- 2018年度シーズン終了時

### 年度別守備成績
| 年 度 | 球 団 | 一塁（1B） | 一塁（1B） | 一塁（1B） | 一塁（1B） | 一塁（1B） | 一塁（1B） |
| 年 度 | 球 団 | 試 合      | 刺 殺      | 補 殺      | 失 策      | 併 殺      | 守 備 率   |
| ----- | ----- | ---------- | ---------- | ---------- | ---------- | ---------- | ---------- |
| 2016  | HOU   | 35         | 214        | 13         | 2          | 20         | .991       |
| 2017  | HOU   | 1          | 3          | 1          | 0          | 0          | 1.000      |
| 2018  | HOU   | 1          | 6          | 0          | 0          | 1          | 1.000      |
| MLB   | MLB   | 37         | 223        | 13         | 2          | 21         | .992       |

- 2018年度シーズン終了時

### 背番号
- 23（2016年 - 2018年）
- 24（2019年）